# Debora Caprioglio
Debora Caprioglio (Venecia, 3 de mayo de 1968) es una actriz italiana, reconocida principalmente por su papel protagónico en la película de 1991 Paprika del director Tinto Brass y por su relación sentimental con el actor alemán Klaus Kinski entre 1987 y 1989. Ha integrado el elenco de otras producciones cinematográficas italianas como Kinski Paganini (1989), With Closed Eyes (1994), Samson and Delilah (1996) y Colpi di fulmine (2012), además de aparecer en la serie de televisión Provaci ancora prof! en 2005. En 2007 apareció en la versión italiana del reality show Celebrity Survivor, titulado L'isola dei famosi en el país europeo.

## Carrera

### Inicios
A los diecisiete años, ganó el concurso Un volto per il cinema. Poco después fue descubierta por el actor y director Klaus Kinski, con quien inició una relación sentimental y quien la introdujo en el mundo del cine, inicialmente como extra no acreditada en Nosferatu a Venezia (1988), dirigida por Augusto Caminito. Posteriormente debutó como protagonista junto a Kinski en Grandi cacciatori y en Kinski Paganini (1989), una reinterpretación de la vida del célebre violinista dirigida por Kinski y presentada en el Festival de Cannes entre numerosas polémicas.

### Éxito
En 1989 fue una de las protagonistas del remake de La máscara del demonio dirigida por Lamberto Bava. Tras su ruptura con Kinski, fue Tinto Brass quien la presentó al gran público al confiarle el papel principal en la película erótica Paprika (1991). También protagonizó la obra de teatro Lulú, dirigida por Brass, en reemplazo de Mariangela D'Abbraccio. Ese mismo año condujo el programa nocturno Conviene far bene l'amore emitido por TivuItalia, y presentó junto a Luca Barbareschi el concurso musical Sapore di mare en Canale 5.
Tras protagonizar el thriller erótico Spiando Marina de Sergio Martino y la comedia Saint Tropez - Saint Tropez de Castellano y Pipolo (ambas de 1992), Debora Caprioglio cambió radicalmente de registro en 1994, interpretando un papel dramático en Con los ojos cerrados de Francesca Archibugi. Con esta decisión, abandonó su imagen de joven voluptuosa y sensual. Después de Albergo Roma (1996) de Ugo Chiti, dejó el cine para dedicarse al teatro (trabajando con Mario Scaccia, Franco Branciaroli, Mariano Rigillo y Corrado Tedeschi) y a la televisión, donde participó en numerosas miniseries y películas para TV.

### Años 2000

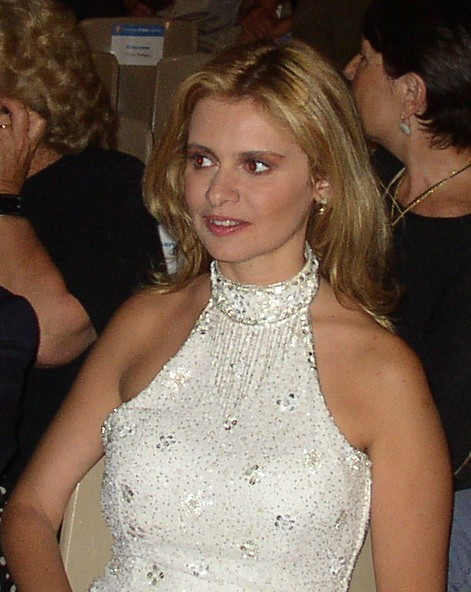
Debora Caprioglio en 2003

De 2003 a 2006 participó en Buona Domenica de Maurizio Costanzo en Canale 5, inicialmente como invitada fija y luego como copresentadora. En 2006 condujo el programa Afrodite en Alice Home TV. En 2007, fue concursante en la quinta edición del reality show L'isola dei famosi transmitido por Rai 2, donde obtuvo el segundo lugar con el 25% de los votos. Ese mismo año protagonizó Morte di un confidente, película para televisión de la serie Crimini dirigida por los Manetti Bros.. En 2009 participó en un episodio de la tercera temporada de la serie I Cesaroni. El 7 de septiembre de 2008 se casó con el actor y director Angelo Maresca. En 2010 se unió a la Alleanza di Centro como responsable nacional de cultura y espectáculos.
En 2012 participó en el cinepanettone Colpi di fulmine de Neri Parenti, y en la serie de Rai 1 Questo nostro amore junto a Neri Marcorè y Anna Valle, regresando en un episodio de su segunda temporada en 2014. Ese mismo año participó en las películas Il pretore de Giulio Base y La nostra terra de Giulio Manfredonia. En el verano de 2015 protagonizó la miniserie Isola Margherita, filmada en 1993 pero inédita durante 22 años, transmitida por Rai Premium. En 2016 formó parte del elenco del documental Un'avventura romantica de Davide Cavuti. El 6 de enero de 2018 presentó su monólogo autobiográfico Debora's Love en el Teatro Vertigo de Livorno.

## Vida privada

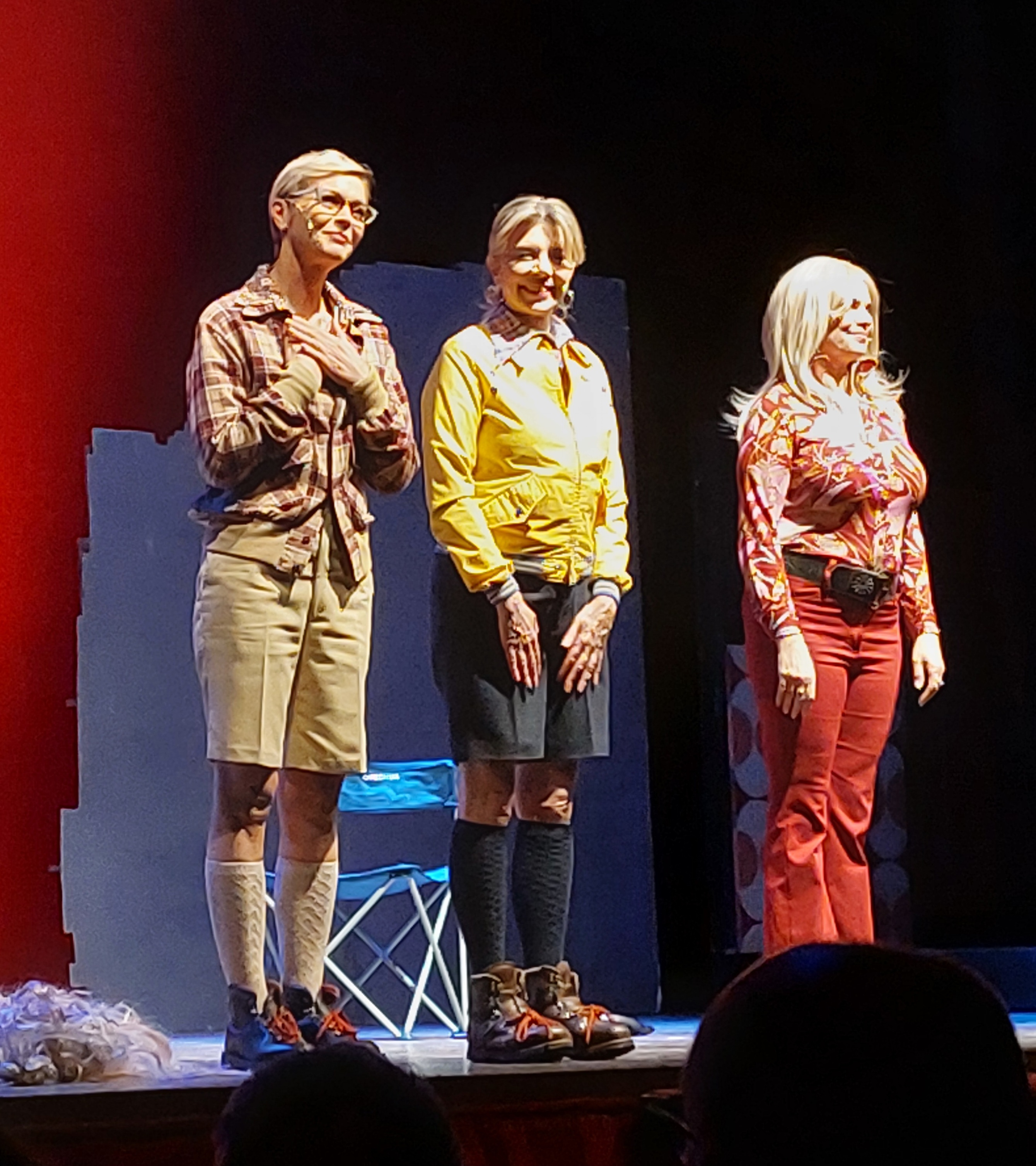
Vittoria Belvedere, Benedicta Boccoli y Debora Caprioglio durante la representación de Donne in pericolo, Teatro San Domenico de Crema, 1 de diciembre de 2024.

Además de su relación con Klaus Kinski, Debora Caprioglio mantuvo una relación con Geppy Gleijeses entre 1998 y 2003. Tanto Tinto Brass como Sven-Göran Eriksson han declarado haber tenido breves relaciones con la actriz, aunque esta última lo ha negado. En 2008 se casó con el actor y director Angelo Maresca,de quien se separó después de diez años de matrimonio. Se declara católica.

## Filmografía

### Cine
- Grandi cacciatori, dirigida por Augusto Caminito (1988)

- Kinski Paganini, dirigida por Klaus Kinski – acreditada como Debora Kinski (1989)

- La maschera del demonio, dirigida por Lamberto Bava – acreditada como Debora Kinski (1989)

- Paprika, dirigida por Tinto Brass (1991)

- Spiando Marina, dirigida por Sergio Martino (1992)

- Saint Tropez - Saint Tropez, dirigida por Castellano e Pipolo (1992)

- Con gli occhi chiusi, dirigida por Francesca Archibugi (1994)

- Storie d'amore con i crampi, dirigida por Pino Quartullo (1995)

- Albergo Roma, dirigida por Ugo Chiti (1996)

- Ripopolare la reggia (Peopling the Palaces at Venaria Reale), dirigida por Peter Greenaway (2007)

- Colpi di fulmine, dirigida por Neri Parenti (2012)

- La finestra di Alice, dirigida por Carlo Sarti (2013)

- Il pretore, dirigida por Giulio Base (2014)

- La nostra terra, dirigida por Giulio Manfredonia (2014)

- Un'avventura romantica, dirigida por Davide Cavuti (2016)

- Ménage, dirigida por Angelo Maresca (2018)

- Un marziano di nome Ennio, dirigida por Davide Cavuti (2021)

### Televisión
- Casa Vianello – serie de TV, episodio 4x04 (1993)

- Addio e ritorno, dirigida por Rodolfo Roberti – película para TV (1995)

- Sansone e Dalila (Samson and Delilah), dirigida por Nicolas Roeg – miniserie de TV (1996)

- La quindicesima epistola, dirigida por José María Sánchez – película para TV (1998)

- Non lasciamoci più – serie de TV (1999-2001)

- Un maresciallo in gondola, dirigida por Carlo Vanzina – película para TV (2002)

- Posso chiamarti amore?, dirigida por Paolo Bianchini – miniserie de TV (2004)

- Provaci ancora prof! – serie de TV, 4 episodios (2005)

- Ricomincio da me, dirigida por Rossella Izzo – miniserie de TV (2005)

- Crimini – serie de TV, episodio 1x06 (2007)

- I Cesaroni – serie de TV, episodio 3x16 (2009)

- Questo nostro amore – serie de TV, 7 episodios (2012-2014)

- Isola Margherita, dirigida por Vincenzo Badolisani – miniserie de TV (2015)[22]

### Programas de televisión
- Sapore di mare (Canale 5, 1991)

- Conviene far bene l'amore (TivuItalia, 1991-1992)

- Buona Domenica (Canale 5, 2004-2006) – Invitada fija y coconductora

- Afrodite (Alice Home TV, 2006)

- L'isola dei famosi 5 (Rai 2, 2007) – Concursante

- Premio literario "La Giara" (Rai 2, 2013-2015) – Lectora